# Campoletis striatipes
Campoletis striatipes là một loài tò vò trong họ Ichneumonidae.